# Příbor
Příbor (németül Freiberg in Mähren) város Csehországban, a Morva-sziléziai kerület Nový Jičín-i járásában. Příbor Hukvaldy, Kateřinice, Sedlnice, Kopřivnice, Skotnice és Závišice településekkel határos. Nový Jičíntől mintegy 10 km-re keletre, Frýdek-Místektől 15 km-re nyugatra fekszik. Lakosainak száma 8298 fő (2025. január 1.). A város történelmi központja ,űemléki védettséget élvez. A város híres szülötte Sigmund Freud.

## Története
A Nový Jičín-i járás legrégebbi városa. Első írásos említése Vriburch néven 1251-ből származik egy Přemysl morva őrgróf, későbbi cseh király kiadott oklevélben. Franco von Hückeswagen alapította. A település létrejötte óta a környék fontos igazgatási, gazdasági és kulturális központja. 1294-ben városi rangot kapott. 1307-ig a  Hückeswagenek birtoka volt, utána az olmützi püspökség része lett. Az olmützi püspök 1389-ben a városnak erődítési jogot adott. 
A városban 1951-ben nyitották meg a Tatra autógyár helyi üzemét, amely a Tatra 603, 613 és 700-as modelleket gyártotta. Az üzemben a személygépkocsi-gyártás 1997-ben szűnt meg.

## Népesség
A település lakosságának változását az alábbi diagram mutatja:
| Lakosok száma | 6281 | 7242 | 7811 | 7409 | 9878 | 8529 | 8447 | 8476 | 8297 | 8298 |
|               | 1869 | 1900 | 1921 | 1961 | 1980 | 2014 | 2017 | 2020 | 2022 | 2025 |

## Közlekedése
A város nyugati szélén keresztezte egymást a kelet–nyugati irányba haladó I/48 és az észak–déli irányba haladó I/58-as főút (I. osztályú út). Az I/48 főutat fokozatosan építik át autópályává (D48), amely már megkerüli a várost.
A várost érinti az egyvágányos, nem villamosított Studénka–Veřovic-vasútvonal, a település vasútállomása a városközponttól délre található .